# Amherst (Maine)
Amherst es un pueblo ubicado en el condado de Hancock en el estado estadounidense de Maine. En el Censo de 2010 tenía una población de 265 habitantes y una densidad poblacional de 2,58 personas por km².

## Geografía
Amherst se encuentra ubicado en las coordenadas 44°52′12″N 68°24′1″O / 44.87000, -68.40028. Según la Oficina del Censo de los Estados Unidos, Amherst tiene una superficie total de 102.62 km², de la cual 101.82 km² corresponden a tierra firme y (0.78%) 0.8 km² es agua.

## Demografía
Según el censo de 2010, había 265 personas residiendo en Amherst. La densidad de población era de 2,58 hab./km². De los 265 habitantes, Amherst estaba compuesto por el 98.49% blancos, el 0% eran afroamericanos, el 0% eran amerindios, el 0% eran asiáticos, el 0% eran isleños del Pacífico, el 0% eran de otras razas y el 1.51% pertenecían a dos o más razas. Del total de la población el 0.38% eran hispanos o latinos de cualquier raza.